# Nasenzug

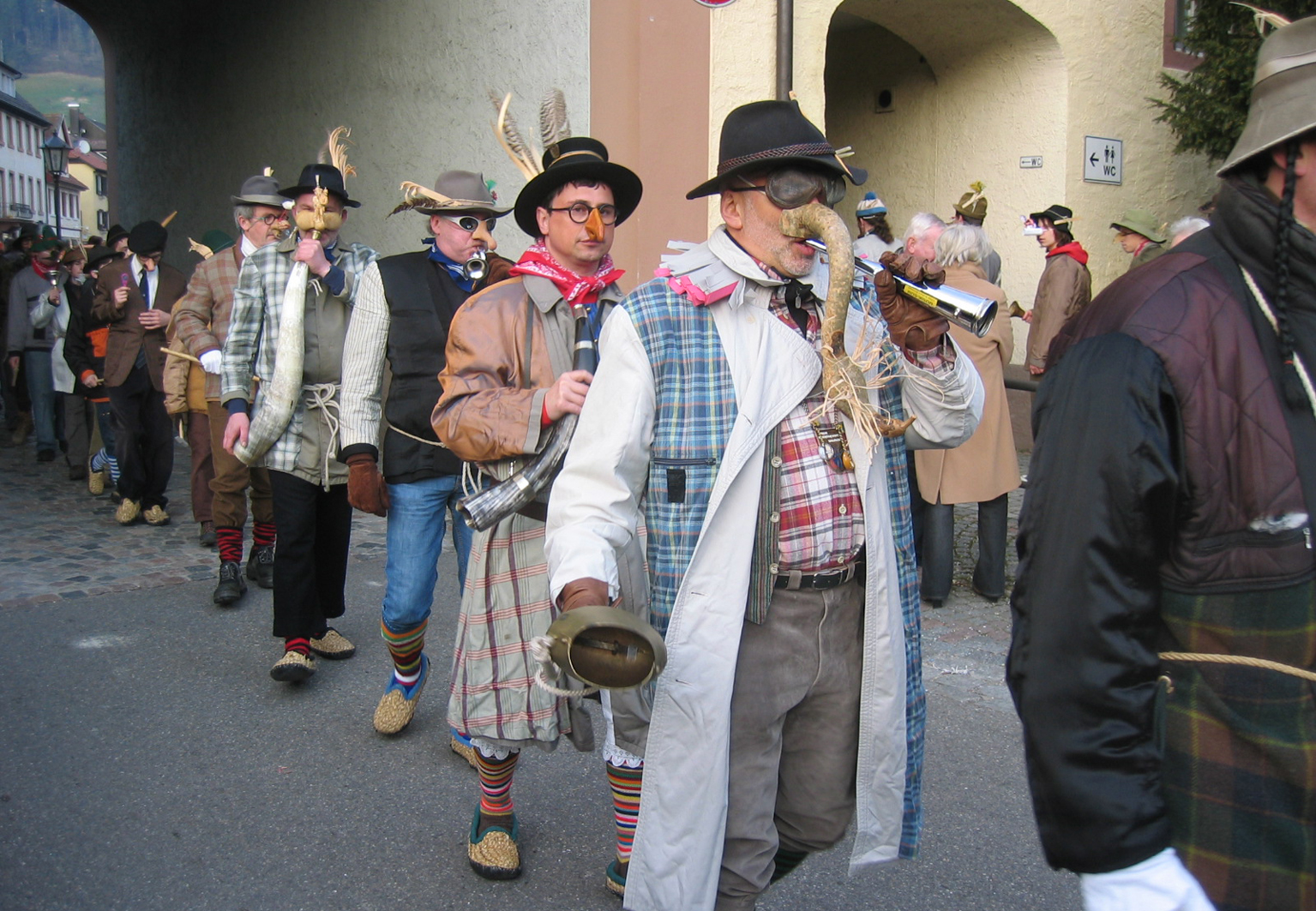
Nasenzug 2007

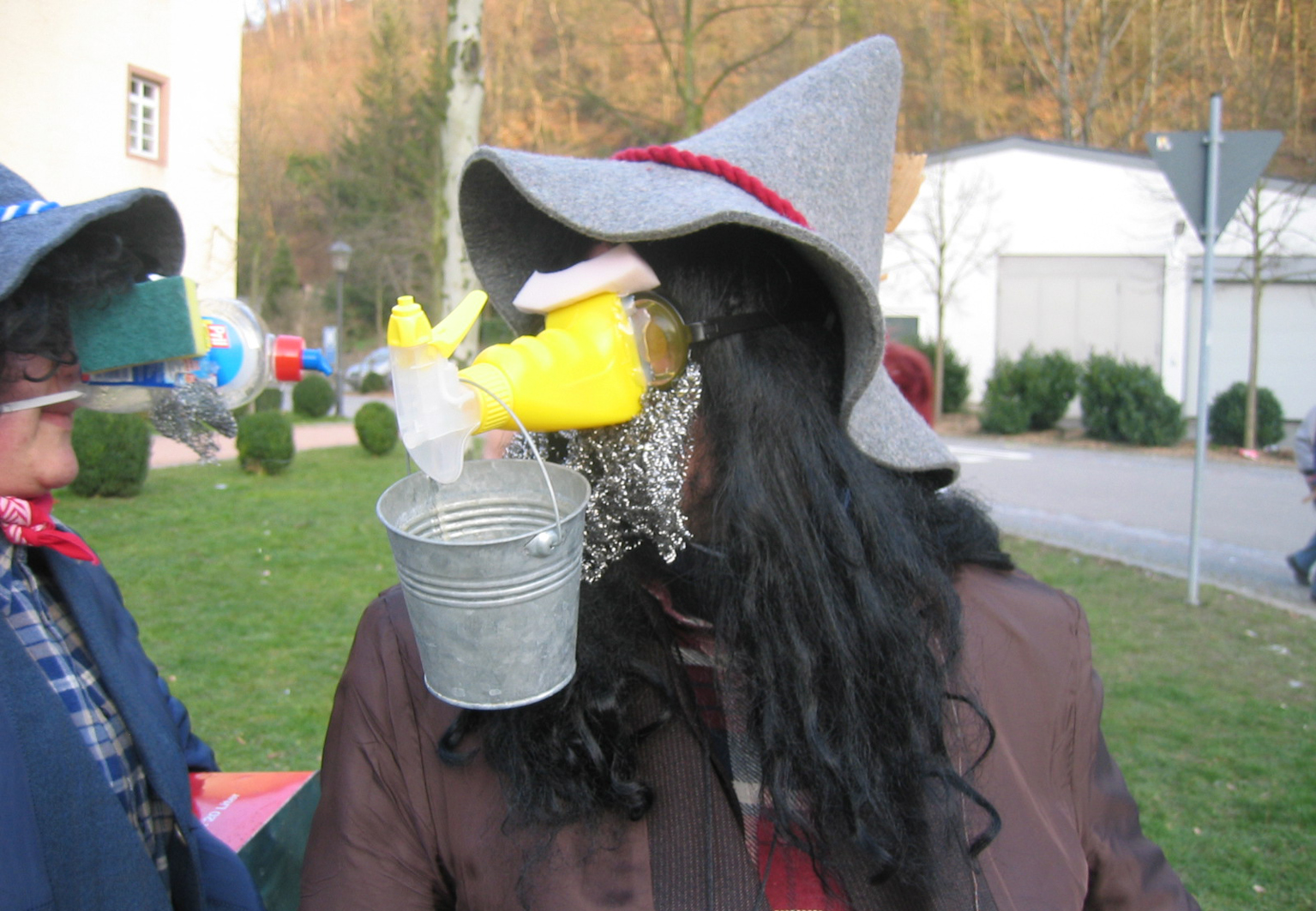
Nasenzug 2007

Der Nasenzug ist ein Fastnachtsbrauch in Wolfach im Schwarzwald, Baden-Württemberg.
Er ist der vorletzte der zwölf Fasnetszüge und beginnt traditionell am Fastnachtsdienstag [Fasnetzischdig] um 17 Uhr an einem Magnolienbaum vor dem historischen Schlosstor. Von dort bewegen sich die Teilnehmer rund 2 Stunden im Gänsemarsch durch die Wirtschaften und Gassen der Stadt. Jeder der rund 300 Narren trägt eine möglichst originell gestaltete Nase, einen Hut mit Kienspan und eine letz (seitenverkehrt) angezogene Jacke. Zudem führen die Zugteilnehmer eines oder mehrere Lärminstrumente mit sich, von denen sie während des Zuges regen Gebrauch machen. Beliebt sind altertümliche Hörner, die sehr tiefe Töne erzeugen, Trillerpfeifen, Rätschen und natürlich Schlaginstrumente aller Art vom Topfdeckel bis zum ausgedienten Kreissägeblatt, das mit einem Metallstab angeschlagen wird. Der Nasenzug endet im westlichen Hof des fürstenbergischen Schlosses, wo die Teilnehmer nochmals alle Fastnachtssprüche der Stadt aufsagen. Dieser Zeremonie folgt der Nasenzüglerball in der Schlosshalle, der Punkt 24 Uhr endet.
Eine Besonderheit des Nasenzuges ist, dass nur Männer daran teilnehmen dürfen. Wird eine Frau in dem Zug entdeckt, landet sie – ungeachtet winterlicher Temperaturen –  im eiskalten Stadtbrunnen. Die so „getauften“ Frauen wiederum spritzen aus dem Brunnen heraus die Nasenzügler sowie das umstehende Publikum nass. Dass die vermeintlich als Frauen Entlarvten doch Männer sind, kommt immer wieder vor.
Daneben benutzen die Nasenzügler auch ihre Instrumente (Hörner oder Blechbüchsen), um damit am Brunnen Wasser zu schöpfen und das Publikum zu begießen.